# Pierre Poussine
Pierre Poussine (ur. 28 października 1609 w Laurac, zm. 2 lutego 1686 w Tuluzie) – francuski historyk, jezuita.

## Życiorys
W 1624 wstąpił do zakonu jezuitów. Od 1654 wykładowca w Rzymie. Zajmował się historią Kościoła. Współpracował z Philippe Labbé przy opublikowaniu Colectio conciliorium i z Bollandystami przy wydawaniu Acta sanctorum. Wydał i zaopatrzył komentarzem wielu autorów bizantyńskich.